# Burg (Francja)
Burg – miejscowość i gmina we Francji, w regionie Oksytania, w departamencie Pireneje Wysokie.
Według danych na rok 1990 gminę zamieszkiwały 294 osoby, a gęstość zaludnienia wynosiła 23 osób/km² (wśród 3020 gmin regionu Midi-Pireneje Burg plasuje się na 773. miejscu pod względem liczby ludności, natomiast pod względem powierzchni na miejscu 898.).